# МКС-22
МКС-22 — двадцять другий довготривалий екіпаж Міжнародної космічної станції, що складався з п'яти осіб. Екіпаж почав свою роботу з моменту відстиковки комічного корабля «Союз ТМА-15» 1 грудня 2009 року та закінчив роботу 16 березня 2010 року під час відстиковки «Союз ТМА-16».

## Екіпаж[1]
| Посада        | З листопада 2009 року по грудень 2009 року | З грудня 2009 року по березень 2010 року |                           |
| ------------- | ------------------------------------------ | ---------------------------------------- | ------------------------- |
| Командир      | Джеффрі Уїльямс (3), НАСА                  | Джеффрі Уїльямс (3), НАСА                | Джеффрі Уїльямс (3), НАСА |
| Бортінженер 1 | Максим Сураєв (1), РКА                     | Максим Сураєв (1), РКА                   | Максим Сураєв (1), РКА    |
| Бортінженер 2 |                                            | Олег Котов (2), РКА                      |                           |
| Бортінженер 3 |                                            | Соїті Ногуті (2), JAXA                   |                           |
| Бортінженер 4 |                                            | Тімоті Крімер (1), НАСА                  |                           |

## Робота екіпажу
14 січня 2010 року Олег Котов та Максим Сураєв здійснили вихід у відкритий космос тривалістю 5 годин 44 хвилини. Космонавти протягнули кабельні лінії зв'язку між модулями «Пошук» та «Зірка», встановили стикувальні мішені та антени радіотехнічної системи «Курс». Крім того, був демонтований та занесений всередину станції контейнер з біологічними зразками «Биориск-МСН», який знаходився в космосі понад двох років.
21 січня корабель «Союз ТМА-16» був перестикований від кормового порту модуля «Зірка» на стикувальний вузол нового модуля «Пошук». Під час операції в кораблі «Союз ТМА-16» перебували Максим Сураєв і командир екіпажу станції Джеффрі Уїльямс. Кораблем «Союз ТМА-16» керував Максим Сураєв. О 10:03 (за Гринвічем) корабель відстикувався від модуля «Зірка», віддалився від станції на 30 метрів та через 21 хвилину (о 10:24) пристикувався до модуля «Пошук». Це була перша стиковка до модуля «Пошук». Стикувальний вузол на модулі «Зірка» був звільнений для вантажного корабля «Прогрес», старт якого призначався на 3 лютого..

## Галерея

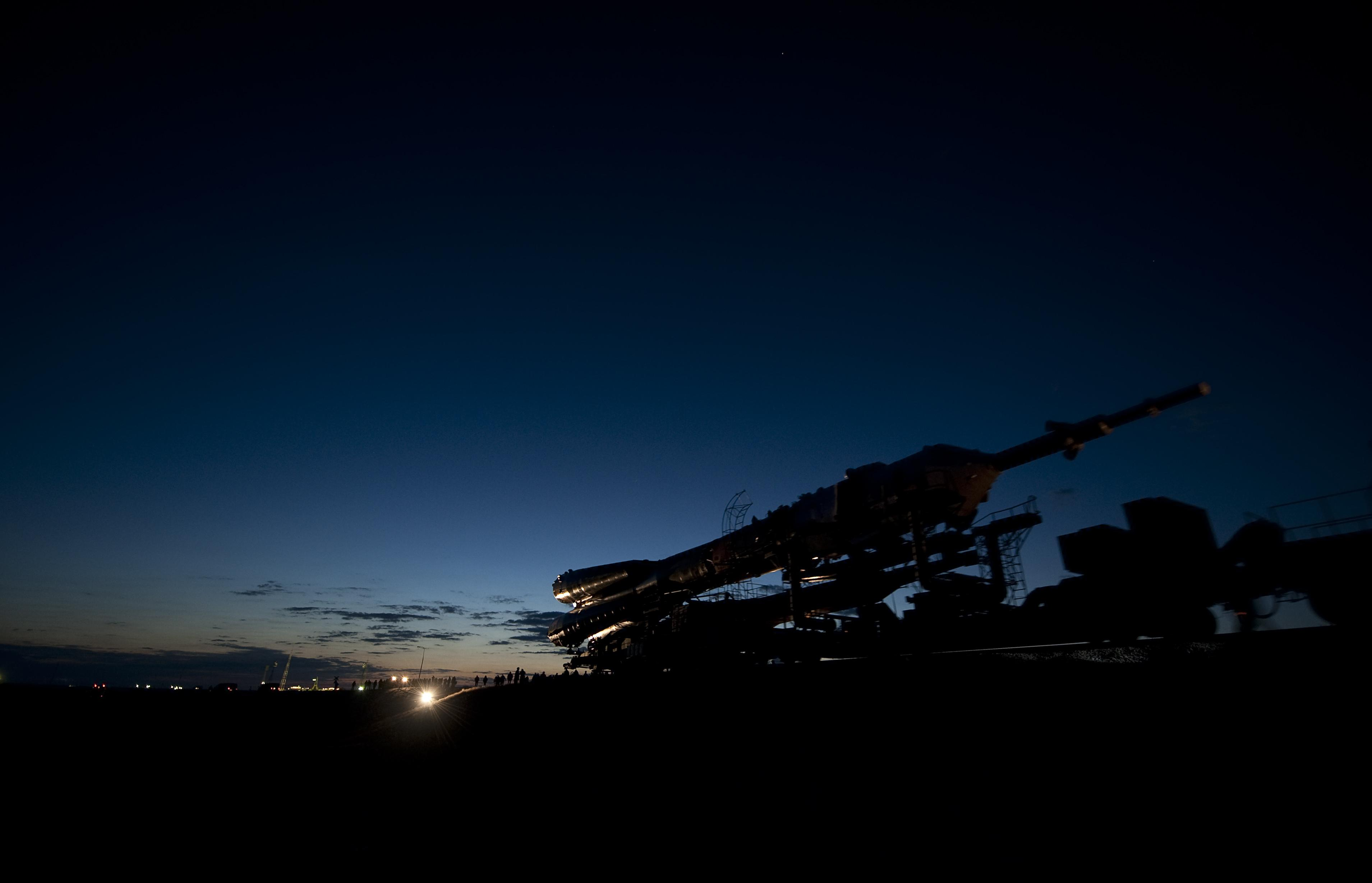
Вивантаження корабля "Союз ТМА-17" з потяга на космондромі Байконур.
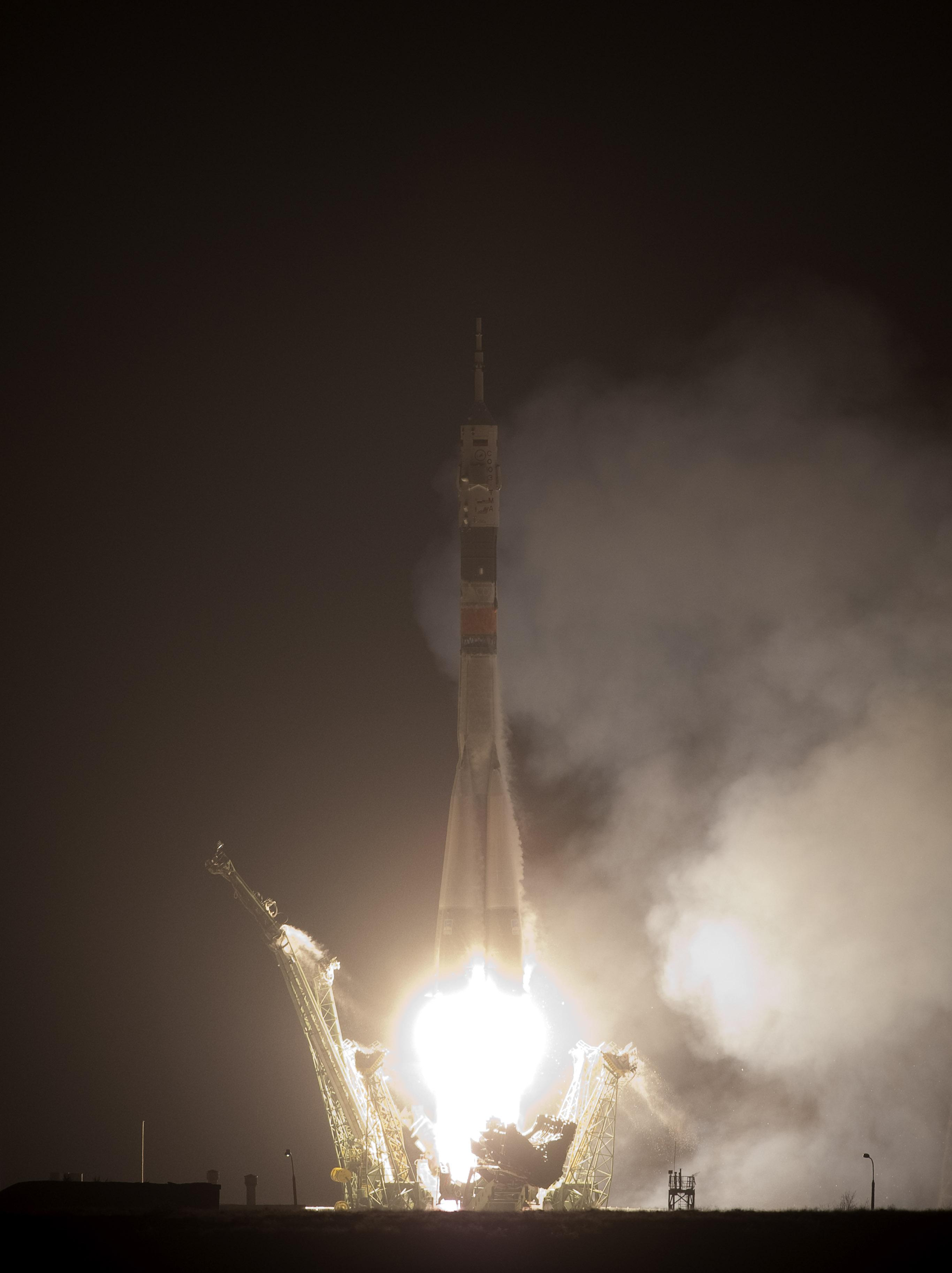
Старт корабля "Союз ТМА-17" з екіпажем двадцять другої експедиції.
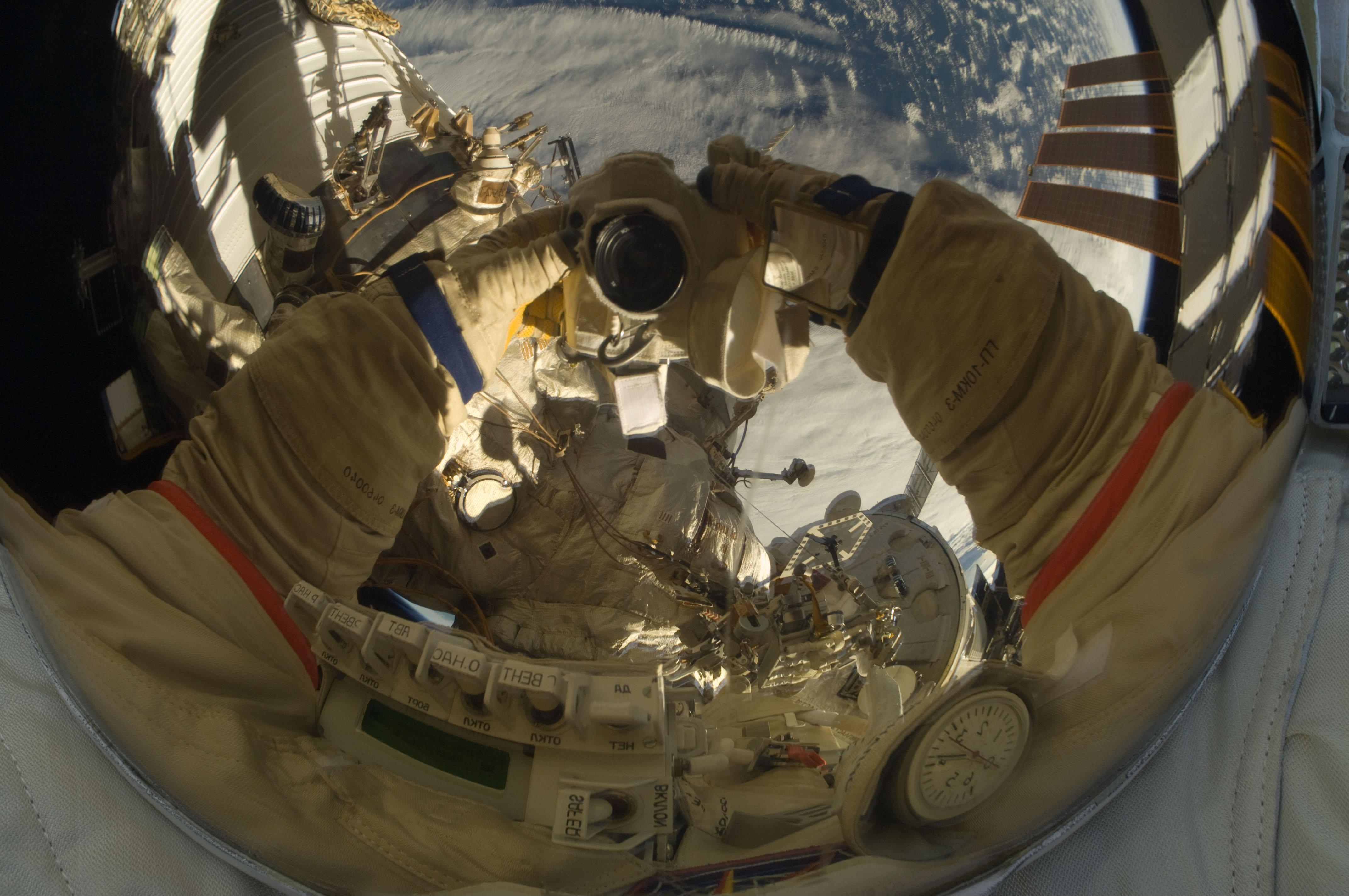
Котов користується цифровою камерою, щоб сфотографуватись під час виходу у відкритий космос в січні 2010.
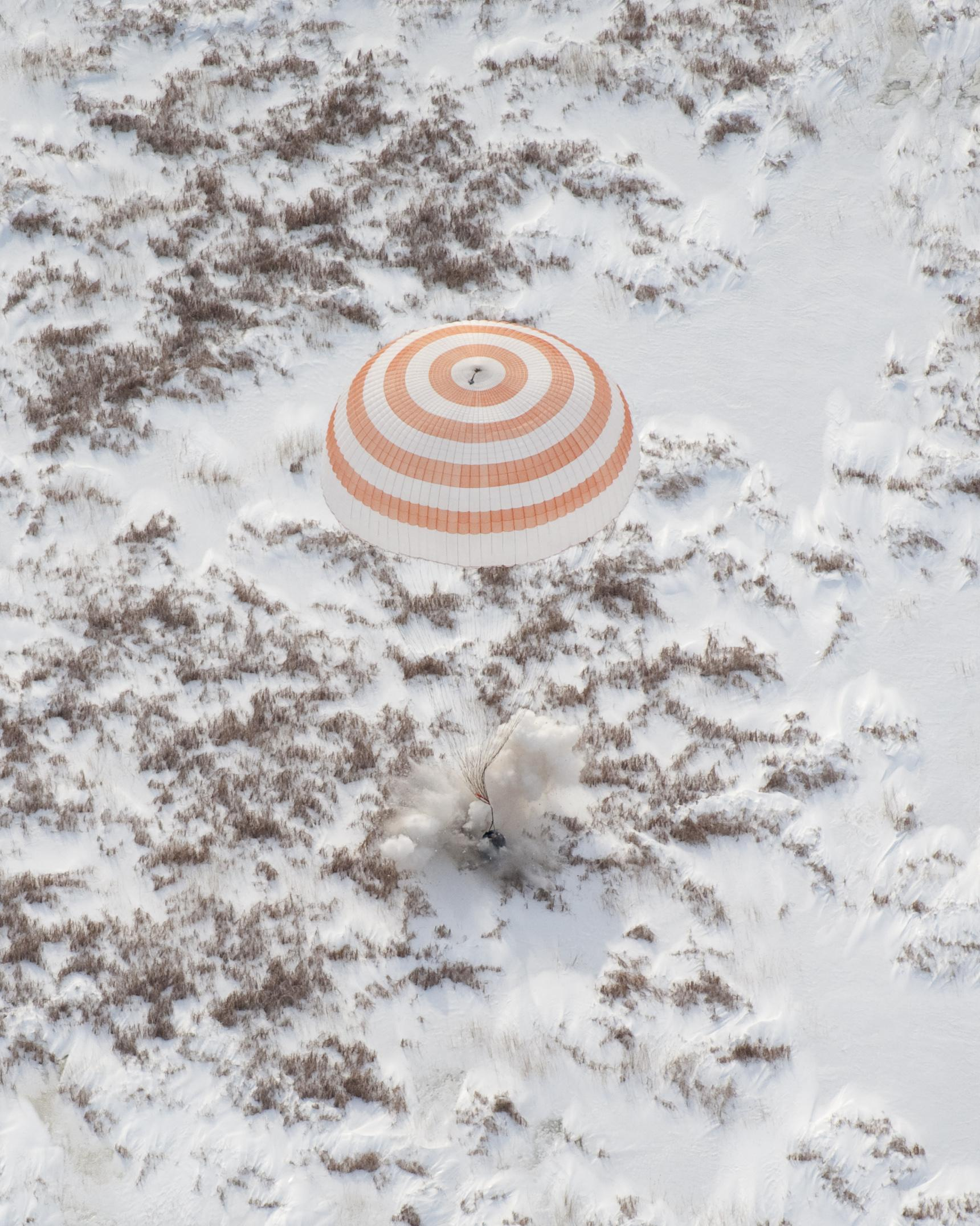
Приземлення екіпажу в четвер, 18 березня 2010 року.